# Юго-западное наречие украинского языка

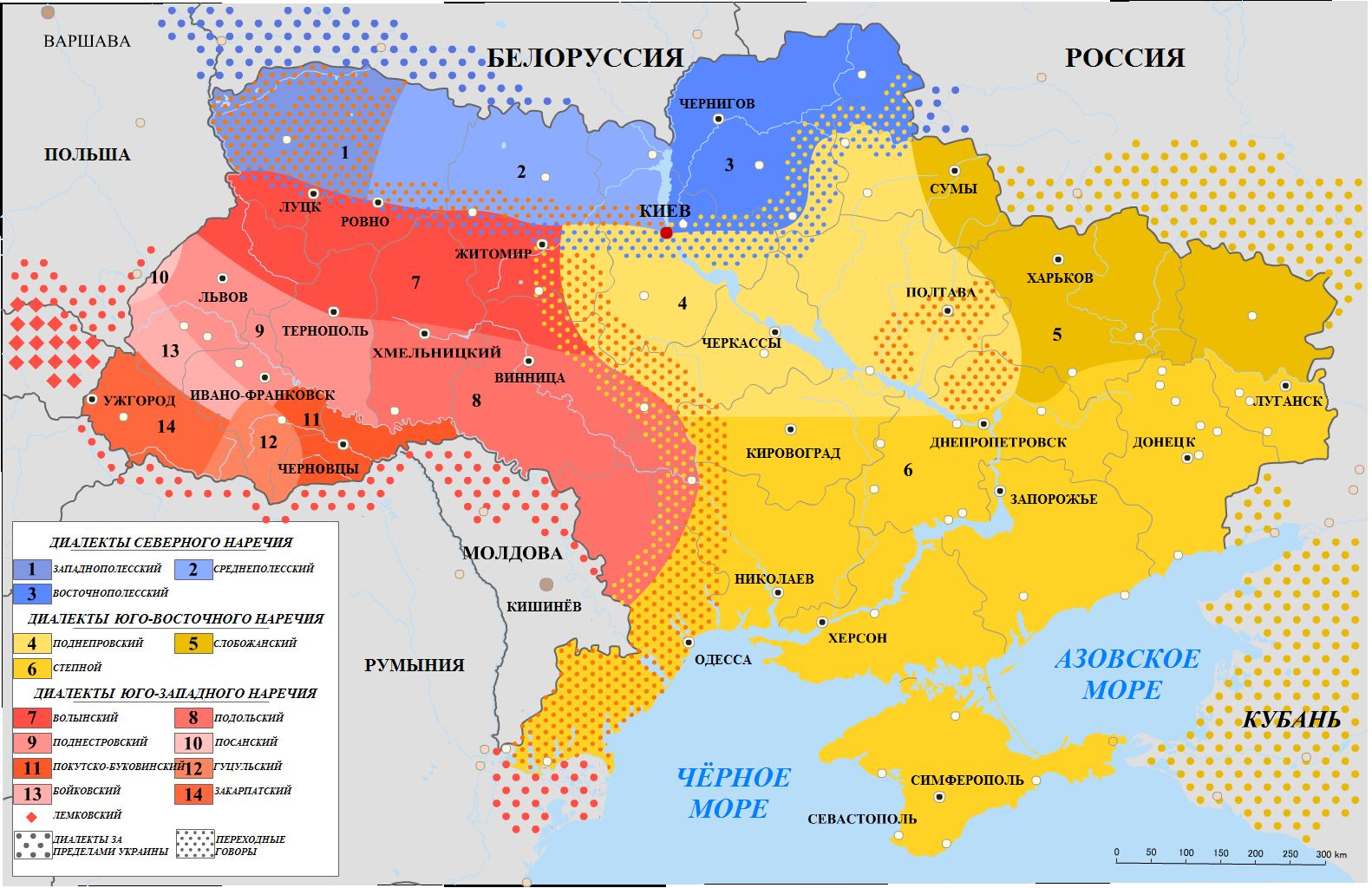
Карта украинских наречий и говоров (2005):
Волынский диалект (7)
Подольский диалект (8)
Поднестровский диалект (9)
Посанский диалект (10)
Покутско-буковинский диалект (11)
Гуцульский диалект (12)
Бойковский диалект (13)
Закарпатский диалект (14)
Лемковский (ромб)

Юго-западное наречие — одно из трёх наречий украинской диалектной речи. Включает говоры на территории юго-западных областей Украины, а также на сопредельных землях Молдовы, Румынии, Венгрии, Словакии, Польши, говоры юго-западного типа как отдельные анклавы распространены также в Хорватии, Сербии, Канаде, США.

## Распространение
- На юге и западе граница юго-западного наречия является одновременно границей с соседними языками;
- на севере юго-западное наречие отделено от северного наречия условной линией Владимир-Волынский — Луцк — Ровно — Новоград-Волынский — Житомир — Фастов;
- от юго-восточного наречия юго-западное наречие отделено линией Фастов — Белая Церковь — Ставище — Тальное — Первомайск — Ананьев — нижнее течение Днестра.

## Диалектные группы
Юго-западное наречие объединяет говоры раннего формирования.
Сложной была история юго-западного региона Украины от времён Древнерусского государства до середины XX века. Долговременное наличие административных границ, расчленение территории наречия между различными государствами, что сопровождалось в определенных зонах юго-западного наречия различными интенсивными влияниями других языков, обусловила значительную диалектическую дифференциацию этого наречия. В нём выделяются три группы диалектов:
- Волынско-подольская, объединяющая волынские говоры и подольские говоры, которые распространены на территории исторических областей Волынь и Подолье;
- Галицко-буковинская, объединяющая поднестровские, покутско-буковинские (надпрутские), гуцульские (восточнокарпатские) и посанские говоры, которые распространены на территориях исторических областей Галиция и Буковина;
- Карпатская, объединяющая бойковские (северокарпатские или североподкарпатские), закарпатские (среднезакарпатские, подкарпатские, южнокарпатские) и лемковские говоры (западнокарпатский).

## Особенности
Черты, по которым юго-западное наречие противопоставляется юго-восточному и северному наречию, охватывают все или большинство говоров наречия; часть специфических для юго-западного наречия особенностей имеют узколокальный характер. Многие важные для структуры юго-западного наречия признаков не противопоставляются другим наречием, они являются интегральными.
Словообразовательные особенности юго-западного наречия обусловлены набором словообразовательных средств, не свойственных диалектам других наречий, например: суффиксы -анк-, -иц’- для образования названий полей из-под сельскохозяйственных культур (стерня́нка, бурача́нка, бараболя́нка, жи́тниця, бу́ляниця), суффикс -л’ для образования обозначения действующего лица женского рода (бра́ля, копа́ля, ворожі́ля) и др.
Литературная, научная деятельность, образование носителей юго-западного наречия до середины XX века были отмечены заметным влиянием местных говоров, что обусловило формирование в разное время галицкого, буковинского и закарпатского вариантов украинского литературного языка, из которых галицкий был самым нормированным и распространенным.

### Фонетические
Фонетические особенности юго-западного наречия:
- реализация древних о, е в новообразованных закрытых и безударных слогах как [і] (конь → к[і]нь; печь → п[і]ч; ıєсень → ос[і]нь), в части карпатских говоров древние о, е претерпели другие изменения — перешли в [у], [ÿ], [и] (конь → к[у]нь, к[и]нь; принеслъ → прин[ÿ]с);
- древний ѣ (ять) рефлексировался как [i], как в ударных, так и безударных позициях (пѣсокъ → п[і]сóк; дѣло → д[í]ло);
- в галицко-буковинской группе говоров [а] после согласных меняется на гласный [е], [o], [і] (час → ч[і]с; теля → тел[é]; ша́пка → ш[о́]пка), для других говоров эта замена не характерна;
- существование сильного уканья — изменения безударного [о] в [у] (г[оу]лу́бка, к[у]жýх);
- в безударной позиции сильное смешивание е и и (ж[ие]ве́, в[и]слó), а в буковинском говоре выразительная замена артикуляции и в направлении к [е] (б[еи]кé – бики; ж[é]то – жито);
- в карпатских говорах отмечается гласный заднего ряда [ы] (с[ы]н[ы], б[ы]л[ы]);
- депалатализация p’ и связанное с ней выделение новой йотовой артикуляции в поднестровском говоре (зо[р’]а → зо[рј]а; бу[р’]а → бу[рј]а);
- оглушение согласных в конце слова и перед глухими согласными; отсутствие удлинения согласных в существительных среднего рода (жи[т’:]а → жи[т’]а, жи[т’]е);
- переход мягких согласных д’, т’ в [ґ’], [к’] (дід → [ґ’]ід; ті́сто → [к’]íсто);
- существование на месте древних сочетаний ръ, лъ, рь, ль рефлексов [ир], [ил], [ер], [ел], [ыр], [ыл] (к[ер]ни́ця, к[ыр]вáвий, г[ил]тáти).

### Морфологические
Морфологические особенности юго-западного наречия:
- существование флексий -оў, -еў на месте древних -ою, -ею, а также флексий -ом в творительном падеже единственного числа существительных женского рода и согласованных с ними предлогов, числительных и некоторых местоимений (руко́ю → рук[óў], рук[óм]; мно́ю → мн[оў], мн[ом]; земле́ю → земл[еў]);
- сохранение во многих говорах рефлексов древних окончаний дательного и местного падежа множественного числа существительных мужского рода -ом, -ім, -ох, -ix (син[óм], брáт[ім], на син[óх], на брáт[іх] при формах син[áм], брат[áм], на син[áх], на брат[áх] в большинстве украинских диалектов);
- сохранение древних форм дательного и творительного падежа единственного числа личных и возвратных местоимений мі, ми, ті, ти, си, мя, тя, ся при формах мені́, тобі́, собі́, мене́, тебе́, себе́ в других говорах;
- распространение усечённых форм местоимений (го, му вместо јогó, јомý), редуплицированных форм указательных местоимений то, се — тото, сесе, сеся;
- существование форм инфинитива на -чи от глаголов с основами на заднеязычный согласный г, к, x (бігчи, стригчи); распространение различных форм будущего времени (бу́ду писа́ти, бу́ду писа́в, писа́тиму, му писа́ти);
- сохранение древних личных форм глаголов 1-го и 2-го лица единственного и множественного числа прошедшего времени (носи́в'єм, носи́лам, носи́ли смо, носи́ли сте), а также форм давнопрошедшего времени (був'єм каза́в) и форм условного способа (був бим роби́в).

### Синтаксические
Синтаксические особенности юго-западного наречия:
- существование конструкций предлог «к + существительное/местоимение в дательном падеже» (к то́бі, вместо до те́бе); конструкций типа «нас було двох» вместо «нас було двоє»; «маю діти» вместо «маю дітей» и др.;
- распространение свободного расположения форманта ся относительно возвратного глагола — в препозиции или постпозиции («я ся веселю» и «я веселюся»).